# Juharlevelű tüskefa
A juharlevelű tüskefa (Kalopanax septemlobus) az ernyősvirágzatúak (Apiales) rendjébe sorolt aráliafélék (Araliaceae) családja Kalopanax nemzetségének egyetlen faja.

## Származása, elterjedése

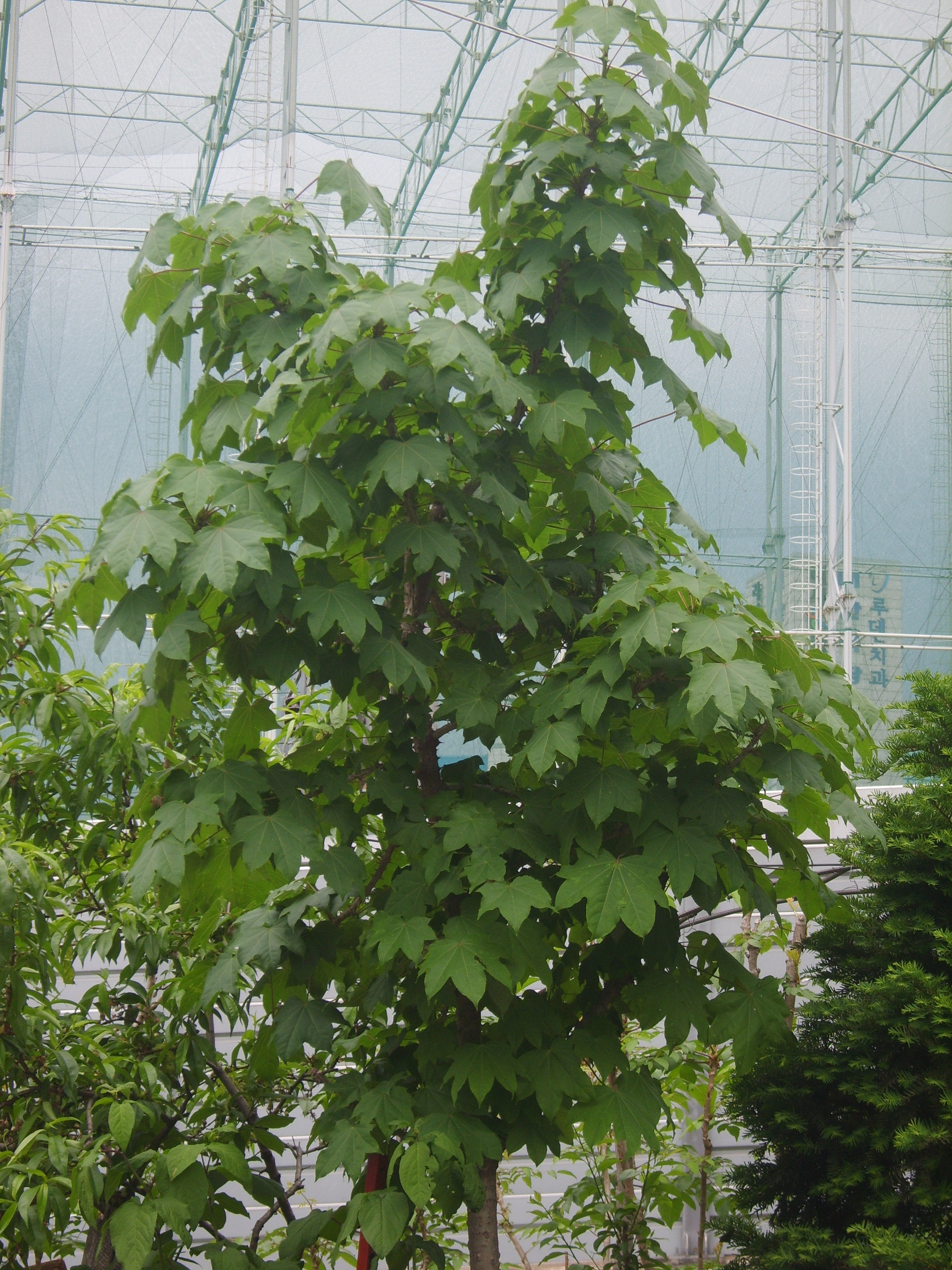
Juharlevelű tüskefa

A Koreai-félsziget, Japán, Észak-Kína és Oroszország hegyvidéki erdeiben honos. Manapság díszfaként az egész Földön elterjedt. Egyedei megtalálhatók a vácrátóti növénykertben is.

## Megjelenése, felépítése
A tüskefa 20~30 méter magasra növő, ritkás ágrendszerű fa. Egyenes, 1-1,5 méter átmérőjű törzset nevel, terebélyes, oszlopos koronával. Kérge feketésbarna, tüskés, repedezett. Vesszői, hajtásai vaskosak, tüskések. Lombhullató. Nagyméretű, 25-30 centiméteres, kerekded, szórt állású levelei tenyeresen karéjosak, hosszú, 10-50 centiméteres levélnyéllel. A levéllemez színén csupasz, fényes sötétzöld, sima, fonákán sárgászöld, fiatalon molyhos. Egylaki. Apró, fehér, hímnős virágai július-augusztusban sokvirágú, nagy, kerek ernyőkben nyílnak, melyek 20-30 centiméteres, lapos, végálló bugákban vagy fürtökben egyesülnek. Apró, 4 milliméteres, kékesfekete, csonthéjas, kétmagvú álbogyó termései szeptember-októberben érnek.

## Életmódja, termőhelye
Magashegységek erdőiben él, 2500 méter magasságig, kevert állományokban, erdőszéleken, napos, félárnyékos helyeken. Tápdús, jó vízellátású, üde talajt kíván. 

## Felhasználása
Látványos lombja, dús virágzása, különleges megjelenése miatt kedvelt díszfa. Nagy tömegű termése miatt azonban arra alkalmas élőhelyeken erősen gyomosít. Zsenge levelei és hajtásai főzve ehetők. Ázsiában a növény különféle részeit gyógynövényként alkalmazzák. A magas kőrisre emlékeztető, jó minőségű faanyagát furnér és rétegelt lemez készítésére, asztalosipari célokra használják.

## Képek

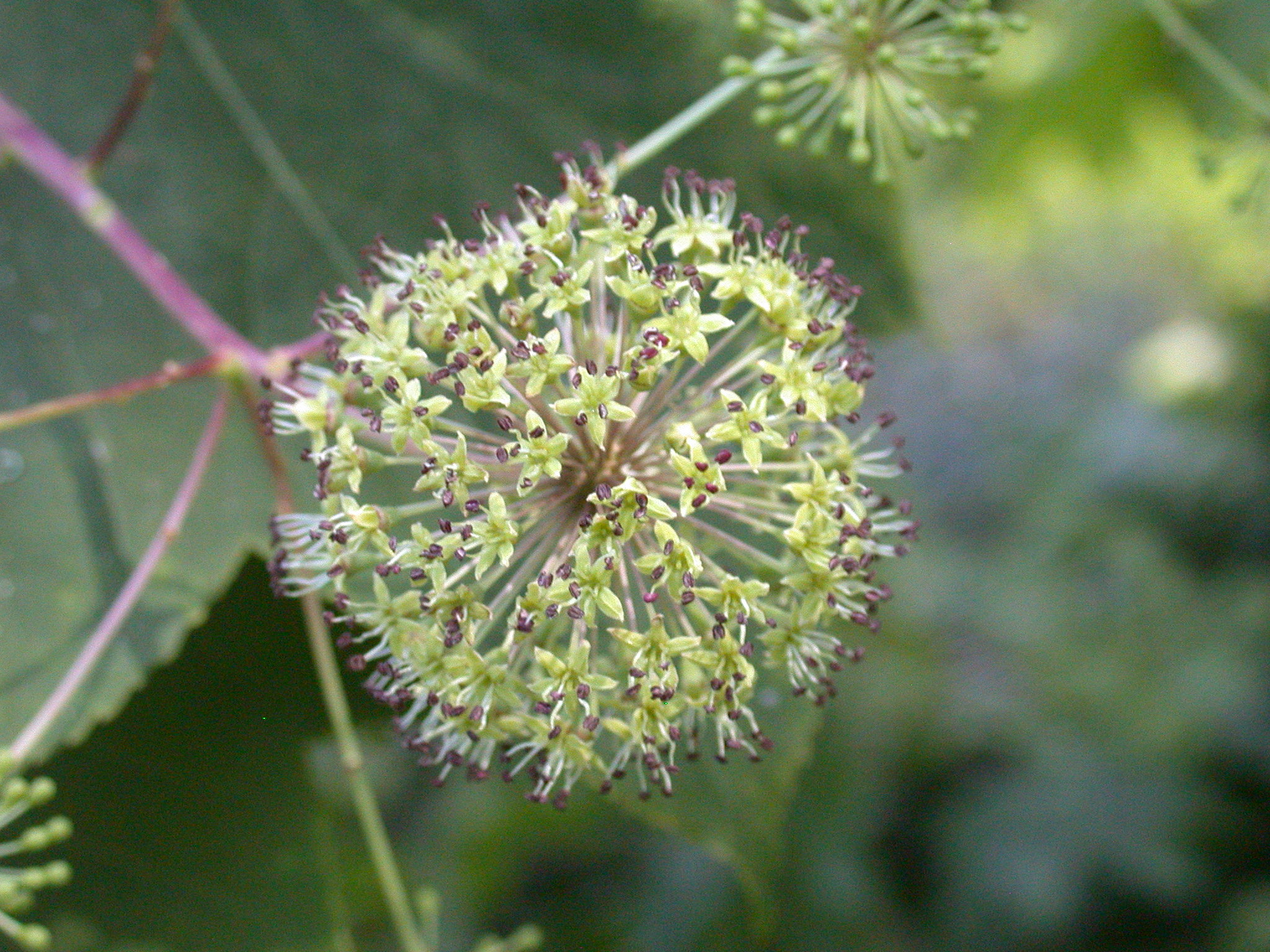
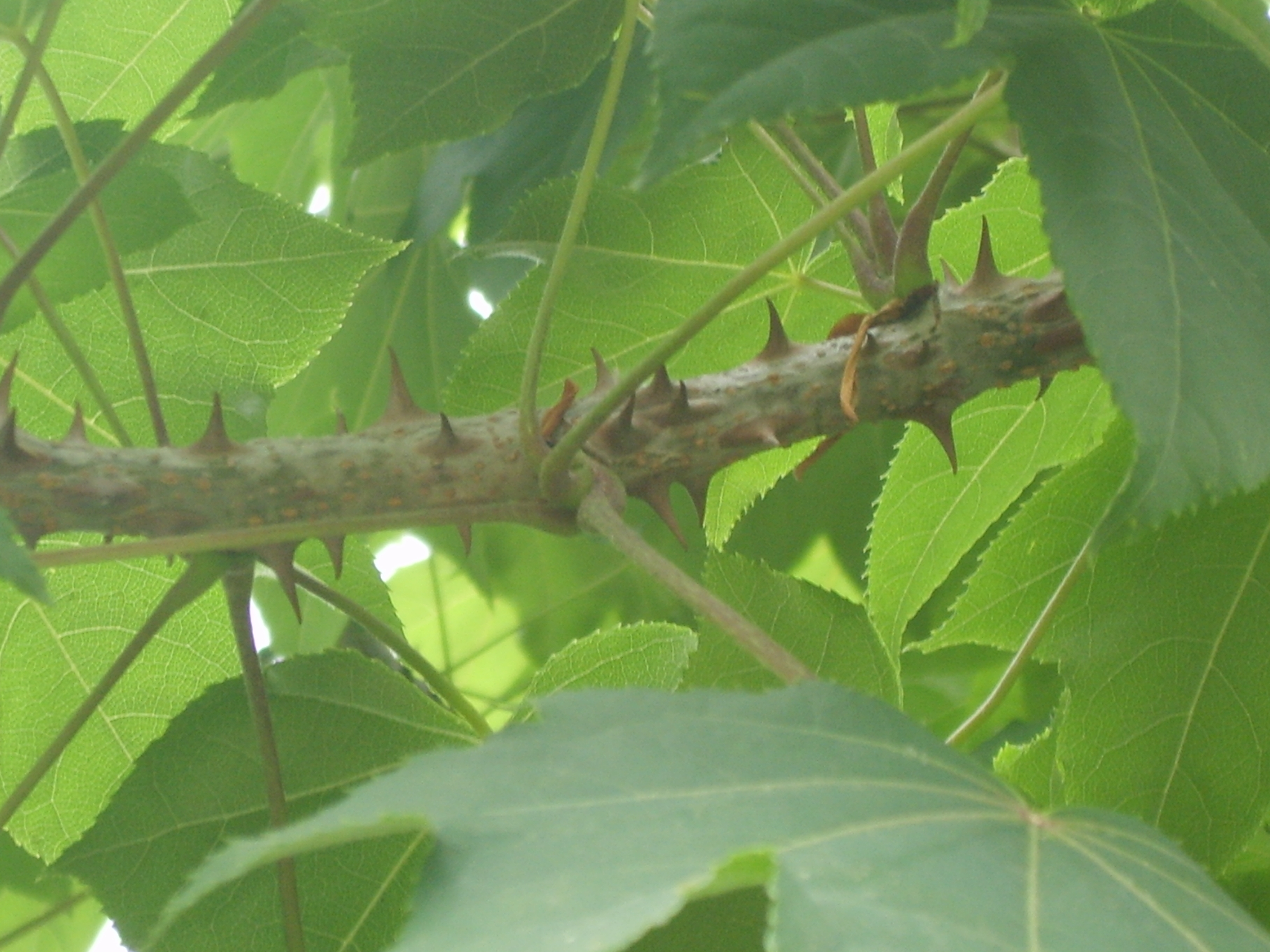
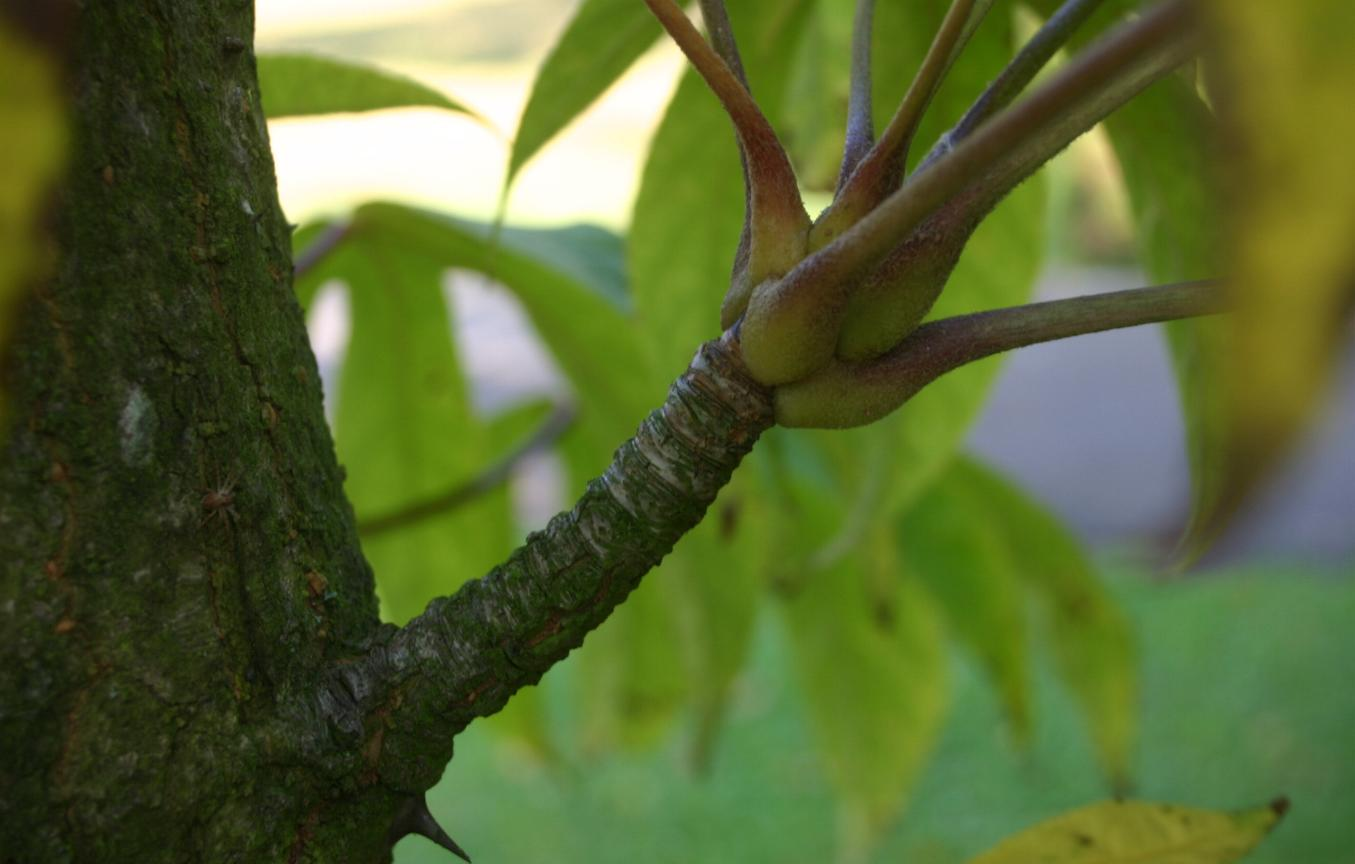
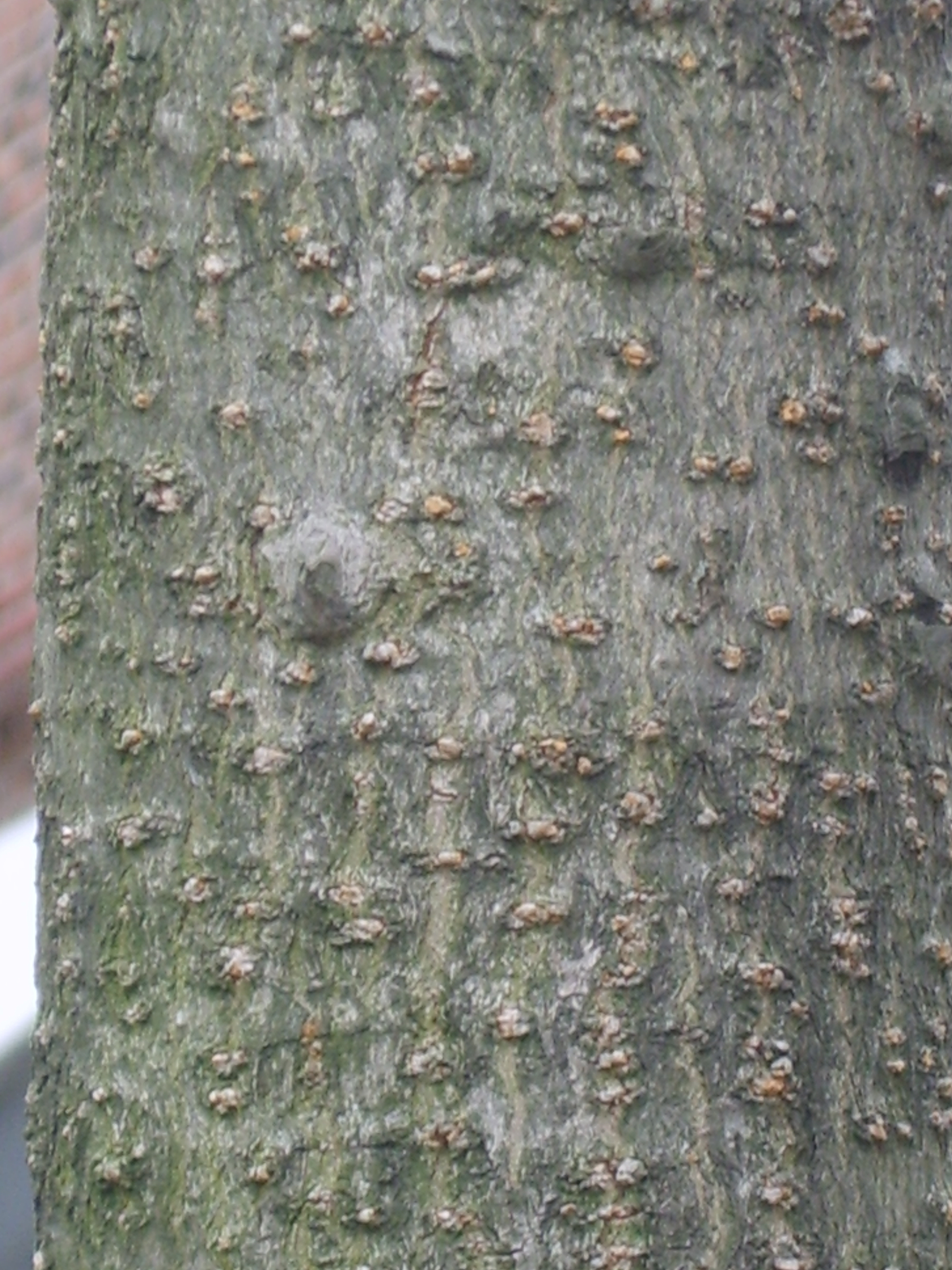
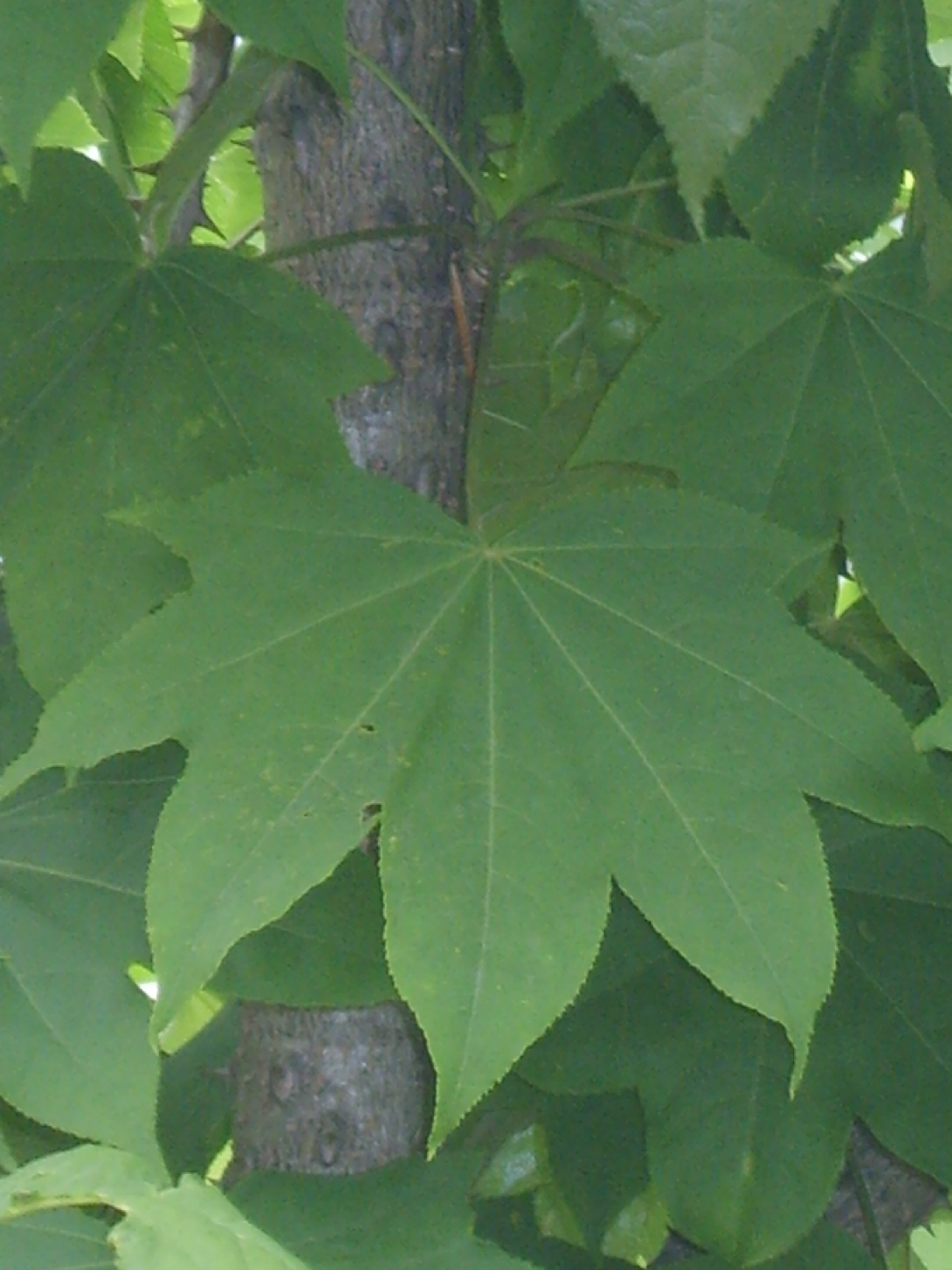